# Dzenzur

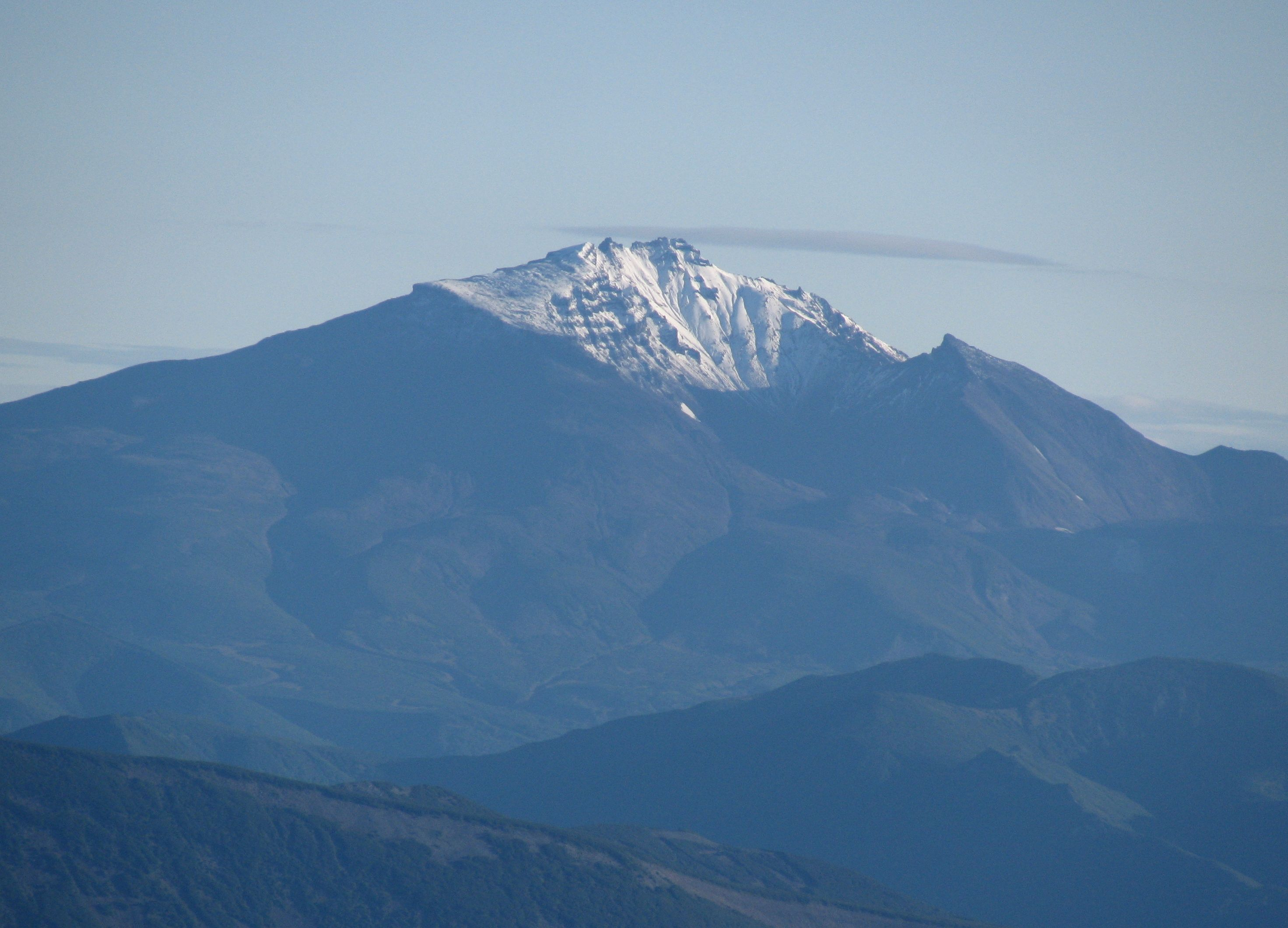
Bližší pohled na Dzenzur

Dzenzur (rusky Дзензур) nebo Dzenzurskij (rusky Дзензурский) je v současnosti neaktivní stratovulkán, nacházející se ve východní části poloostrova Kamčatka, asi 30 km severovýchodně od Korjacké sopky a 10 km západně od Županovského vulkánu. Svahy vulkánu jsou silně erodované, jeho stáří se odhaduje na pleistocén, ale některé lávové proudy (převážně na severovýchodní straně sopky) jsou mladšího věku – holocén. V současnosti jsou jediným projevem aktivity fumaroly.